# وتوپیلی
وتوپیلی (به لاتین: Vatupilei) یک منطقهٔ مسکونی در جزایر سلیمان است که در گوادال‌کانال واقع شده‌است.